# Galeodes krausi
Espèce
Synonymes
- Galeodes roeweri Kraus, 1959 nec Turk, 1948

Galeodes krausi est une espèce de solifuges de la famille des Galeodidae.

## Distribution
Cette espèce est endémique d'Iran.

## Étymologie
Cette espèce est nommée en l'honneur d'Otto Kraus.

## Publications originales
- Harvey, 2002 : Nomenclatural notes on Solifugae, Amblyppygi, Uropygi and Araneae (Arachnidda). Records of the Western Australian Museum, vol. 20, p. 449-459.
- Kraus, 1959 : Solifugen aus dem Iran (Arach.). Senckenbergiana Biologica, vol. 40, no , p. 93–98.